# Martin Schneebauer
Martin Schneebauer ist ein ehemaliger österreichischer Naturbahnrodler. Er startete auch im Einsitzer, war aber vor allem im Doppelsitzer erfolgreich. Zusammen mit Peter Braunegger wurde er zweimal Junioreneuropameister und zusammen mit Peter Lechner gewann er ein Weltcuprennen und erreichte zweimal den dritten Platz im Gesamtweltcup.

## Karriere
Als Junior startete Martin Schneebauer gemeinsam mit Peter Braunegger im Doppelsitzer. Nach einem sechsten Platz bei der Junioreneuropameisterschaft 1991 in Kandalakscha gewann das Doppel Schneebauer/Braunegger bei der Junioreneuropameisterschaft 1992 in Stange und der Junioreneuropameisterschaft 1993 in Rautavaara die Goldmedaille. 1994 erzielten sie in Längenfeld den zweiten Platz. Im Einsitzer erzielte Martin Schneebauer 1992 den zwölften und 1993 den siebenten Platz.
Bei internationalen Titelkämpfen in der Allgemeinen Klasse startete Schneebauer ab 1995 zusammen mit Peter Lechner. Bei der Europameisterschaft 1995 in Kandalakscha, der Weltmeisterschaft 1996 in Oberperfuss und der Europameisterschaft 1997 in Moos in Passeier fuhren sie dreimal in Folge auf den sechsten Platz. Bei Schneebergers letzter Großveranstaltung, der Weltmeisterschaft 1998 in Rautavaara, erzielte das Duo mit Rang sieben erneut eine Platzierung im Mittelfeld.
Im Weltcup war das Duo Schneebauer/Lechner erfolgreicher. In der Saison 1994/1995 erzielten sie den fünften Gesamtrang und in der Saison 1995/1996 erreichten sie mit ihrem ersten Podestplatz, dem dritten Rang in Rautavaara, den dritten Platz im Doppelsitzer-Gesamtweltcup. In der Saison 1996/1997 gewannen Schneebauer/Lechner das Weltcuprennen in Szczyrk und wurden Dritte in Obdach, womit sie erneut den dritten Gesamtrang erzielten. In ihrer letzten gemeinsamen Saison 1997/1998 fuhren sie in drei der sechs Rennen auf den dritten Platz und wurden Fünfte im Gesamtweltcup. Martin Schneebauer beendete nach diesem Winter seine Karriere; Peter Lechner fuhr anschließend noch drei Jahre mit Schneebauers früherem Doppelpartner Peter Braunegger.

## Erfolge

### Weltmeisterschaften
- Oberperfuss 1996: 6. Doppelsitzer (mit Peter Lechner)
- Rautavaara 1998: 7. Doppelsitzer (mit Peter Lechner)

### Europameisterschaften
- Kandalakscha 1995: 6. Doppelsitzer (mit Peter Lechner)
- Moos in Passeier 1997: 6. Doppelsitzer (mit Peter Lechner)

### Junioreneuropameisterschaften
- Kandalakscha 1991: 6. Doppelsitzer (mit Peter Braunegger)
- Stange 1992: 12. Einsitzer, 1. Doppelsitzer (mit Peter Braunegger)
- Rautavaara 1993: 7. Einsitzer, 1. Doppelsitzer (mit Peter Braunegger)
- Längenfeld 1994: 2. Doppelsitzer (mit Peter Braunegger)

### Weltcup
- 2× 3. Platz im Doppelsitzer-Gesamtweltcup in den Saisonen 1995/1996 und 1996/1997
- 6 Podestplätze, davon 1 Sieg:

| Datum           | Ort     | Land  | Disziplin    |
| --------------- | ------- | ----- | ------------ |
| 19. Jänner 1997 | Szczyrk | Polen | Doppelsitzer |

### Österreichische Meisterschaften
- Österreichischer Staatsmeister im Doppelsitzer 1996 (mit Peter Lechner)[1]